# 上田希由翔
上田 希由翔（うえだ きゅうと、2001年8月12日 - ）は、愛知県岡崎市出身のプロ野球選手（内野手）。右投左打。千葉ロッテマリーンズ所属。

## 経歴

### プロ入り前
岡崎市立六ツ美北部小学校で1年生の時に野球を始め、岡崎市立南中学校在学時は硬式野球のクラブチームである幸田ボーイズでプレーしていた。
愛知産業大学三河高等学校では2年夏の第100回全国高等学校野球選手権記念大会に4番打者として出場し、横浜との初戦で2安打を記録したが、チームは敗れた。3年夏は愛知大会準々決勝で髙橋宏斗擁する中京大中京に敗れた。高校通算46本塁打。愛知県内では同世代の石川昂弥と共にスカウトから高い評価を受けていたが、大学進学を決断した。
明治大学に進学後、1年秋から4番を務めた。3年時はリーグ戦で春秋連覇を達成し、第53回明治神宮野球大会でも優勝した。また、同年開催されたハーレムベースボールウィークの日本代表に選出された。4年時には2023年7月に開催された日米大学野球選手権大会の日本代表に選出された。
9月13日にプロ志望届を提出し、同年10月26日のドラフト会議では、度会隆輝、草加勝、細野晴希を抽選で外した千葉ロッテマリーンズから1位指名を受け、11月26日に契約金1億円、年俸1600万円（金額は推定）で契約合意した。背番号は10。同ドラフトでは、大学同期の石原勇輝が東京ヤクルトスワローズから3位指名、村田賢一が福岡ソフトバンクホークスから4位指名されている。

### ロッテ時代
2024年、オープン戦8試合で、打率.250（16打数4安打）、0本塁打、0打点と結果を残せず、開幕二軍スタートとなったが、4月2日に腰痛のため登録抹消された安田尚憲と入れ替わる形で一軍登録され、4月3日の福岡ソフトバンクホークス戦に「6番・一塁手」としてプロ初先発出場した。同一カードの4月4日の試合では、第一打席に大津亮介から打った二遊間を抜けそうな当たりを二塁手が追いつくと、ヘッドスライディングでセーフをもぎ取り、プロ初安打は内野安打となった。4月25日に再調整のため登録抹消され、6月14日に再び一軍登録されると、6月16日の中日ドラゴンズ戦では2回に柳裕也から同点に追いつく右中間適時二塁打を放つと、そのままチームは逆転勝利しプロ初のお立ち台に上がった。しかし、7月2日の北海道日本ハムファイターズ戦で一塁への走塁時に右太腿裏の違和感から途中交代し、翌日に登録を抹消された。8月6日の二軍の埼玉西武ライオンズ戦で実戦復帰するも、その後の一軍昇格はなかった。この年は21試合の出場で打率.259、0本塁打、7打点という成績で、11月19日に50万円増の推定年俸1650万円で契約を更改した。
2025年は、8番・三塁手として開幕スタメンの座を掴むも13試合に出場し打率.114と調子が上がらず、4月24日に登録抹消となった。7月15日に再度一軍登録。17日、対福岡ソフトバンクホークス14回戦（北九州市民球場）2-2の6回表に、川口冬弥から右翼席へ勝ち越し弾かつ自身プロ初となる2点本塁打を放ったが、6回表途中に降雨のためコールドゲームとなり、6回表の攻撃が取り消されたためプロ初本塁打は幻となった。「幻の本塁打」は2017年6月9日のクリス・マレーロ（オリックス・バファローズ）以来21本目で、コールドゲームによるホームラン取り消しは、1949年4月27日の山川武範（読売ジャイアンツ）、1984年7月19日の簑田浩二（阪急ブレーブス）1987年8月9日のボブ・ホーナー（ヤクルトスワローズ）に次いで38年ぶりNPB史上4人目。初本塁打が取り消されたのは、1976年4月29日の行沢久隆（日本ハムファイターズ）、先述のマレーロに次いで8年ぶり3人目だが、「コールドゲームによるプロ1号本塁打取り消し」はNPB史上初となった。その後、8月2日の対埼玉西武ライオンズ15回戦で、『正真正銘の』プロ初ホームランを放った。

## 選手としての特徴・人物
ゆったりとした構えから振り切るスイングが特徴で、勝負強い打撃が魅力の強打者。対応力にも優れており、小さな足の上げ幅で内外角や緩急に上手く合わせられる。また、バットコントロールと選球眼の良さも武器。
三塁守備では強肩かつ送球も優れている。
50m走のタイムは6秒0、遠投95mを記録。
名前の希由翔（きゅうと）は生まれたばかりの息子を「本当に可愛い」と思った父親に、英語で「可愛い」を意味する「Cute（キュート）」から「きゅうと」と名付けられた。漢字は「希望に向かって自由に羽ばたいてほしい」という母親の思いが込められている。愛称は「カイリュー」。これはポケットモンスターに登場するキャラクター・カイリューと、自身の顔と体の動きが似ているため（明治大学時代の同期生・蒔田稔が命名）。
櫻坂46のファン（Buddies）であり、本拠地であるZOZOマリンスタジアムで行われるライブを見に行ったことがある。推しは山﨑天。登場曲には奇数打席で『何歳の頃に戻りたいのか?』を、偶数打席で『Buddies』を使用。ともに山﨑がセンターを務める曲である。

## 詳細情報

### 年度別打撃成績
| 年 度     | 球 団     | 試 合 | 打 席 | 打 数 | 得 点 | 安 打 | 二 塁 打 | 三 塁 打 | 本 塁 打 | 塁 打 | 打 点 | 盗 塁 | 盗 塁 死 | 犠 打 | 犠 飛 | 四 球 | 敬 遠 | 死 球 | 三 振 | 併 殺 打 | 打 率 | 出 塁 率 | 長 打 率 | O P S |
| --------- | --------- | ----- | ----- | ----- | ----- | ----- | -------- | -------- | -------- | ----- | ----- | ----- | -------- | ----- | ----- | ----- | ----- | ----- | ----- | -------- | ----- | -------- | -------- | ----- |
| 2024      | ロッテ    | 21    | 64    | 58    | 3     | 15    | 3        | 0        | 0        | 18    | 7     | 0     | 0        | 1     | 1     | 2     | 0     | 2     | 9     | 0        | .259  | .302     | .310     | .612  |
| 通算：1年 | 通算：1年 | 21    | 64    | 58    | 3     | 15    | 3        | 0        | 0        | 18    | 7     | 0     | 0        | 1     | 1     | 2     | 0     | 2     | 9     | 0        | .259  | .302     | .310     | .612  |

- 2024年度シーズン終了時

### 年度別守備成績
| 年 度 | 球 団  | 一塁  | 一塁  | 一塁  | 一塁  | 一塁  | 一塁     | 三塁  | 三塁  | 三塁  | 三塁  | 三塁  | 三塁     |
| 年 度 | 球 団  | 試 合 | 刺 殺 | 補 殺 | 失 策 | 併 殺 | 守 備 率 | 試 合 | 刺 殺 | 補 殺 | 失 策 | 併 殺 | 守 備 率 |
| ----- | ------ | ----- | ----- | ----- | ----- | ----- | -------- | ----- | ----- | ----- | ----- | ----- | -------- |
| 2024  | ロッテ | 11    | 89    | 6     | 2     | 4     | .979     | 9     | 1     | 5     | 1     | 0     | .857     |
| 通算  | 通算   | 11    | 89    | 6     | 2     | 4     | .979     | 9     | 1     | 5     | 1     | 0     | .857     |

- 2024年度シーズン終了時

### 記録
初記録
- 初出場・初先発出場：2024年4月3日、対福岡ソフトバンクホークス2回戦（福岡PayPayドーム）、6番・一塁手で先発出場[36]
- 初打席：同上、1回表に東浜巨から空振り三振
- 初安打：2024年4月4日、対福岡ソフトバンクホークス3回戦（福岡PayPayドーム）、2回表に大津亮介から二塁内野安打[37]
- 初打点：2024年4月12日、対東北楽天ゴールデンイーグルス1回戦（楽天モバイルパーク宮城）、7回表に藤平尚真から左犠飛
- 初本塁打：2025年8月2日、対埼玉西武ライオンズ15回戦（ベルーナドーム）、4回表に與座海人から右中間越2ラン[29]

### 背番号
- 10（2024年[14] - ）

### 代表歴
- 2022 ハーレムベースボールウィーク 日本代表
- 2023年 第44回日米大学野球選手権大会 日本代表